# Marshall Jewell

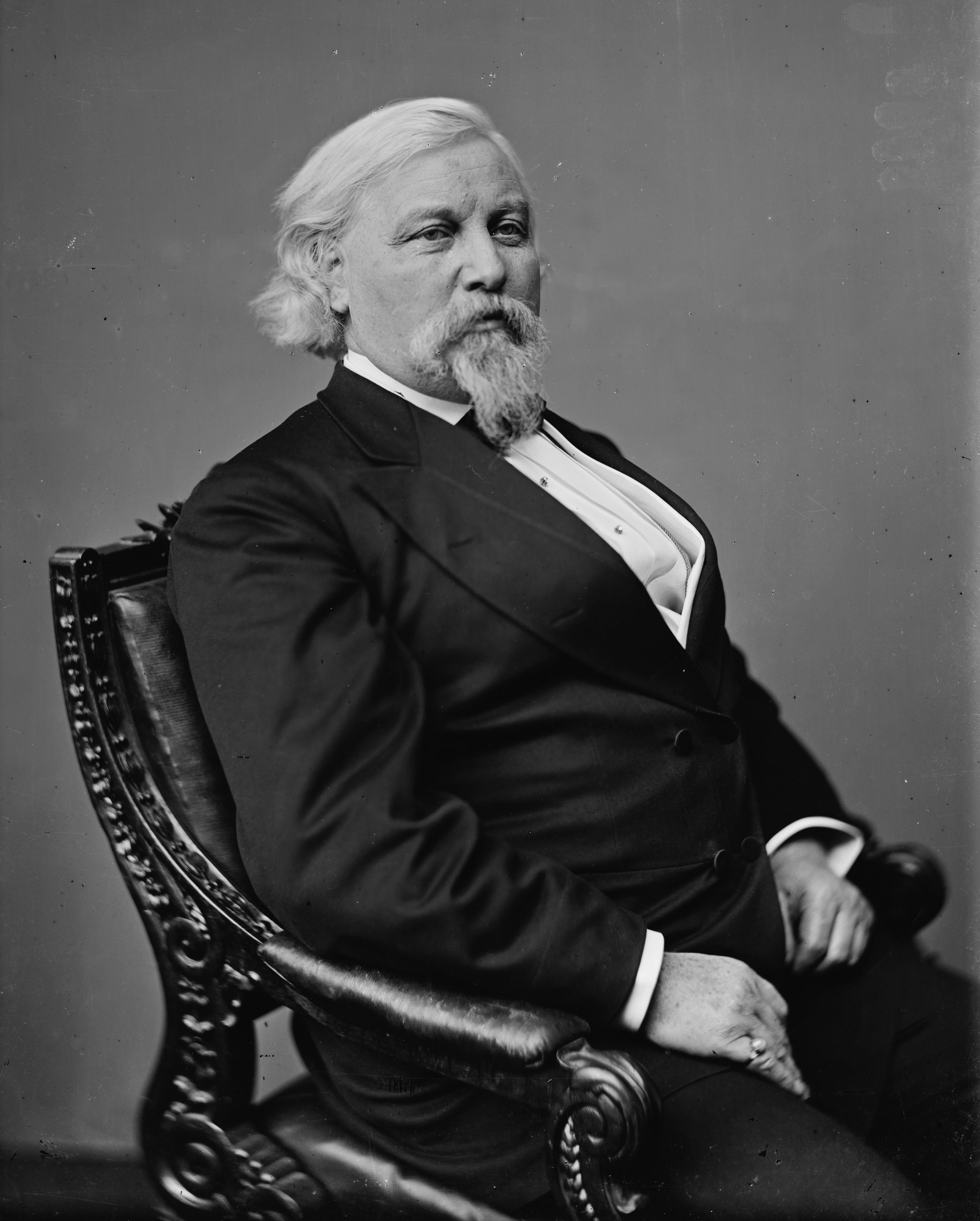
Marshall Jewell

Marshall Jewell, född 20 oktober 1825, död 10 februari 1883, var en amerikansk politiker, guvernör i Connecticut och ämbetsman.
Marshall Jewell föddes i Winchester, New Hampshire.

## Guvernör
Marshall Jewell valdes till guvernör som kandidat för Republikanerna 1869 och efterträdde Demokraten James E. English på posten den 5 maj det året. Mandatperioden för guvernörer i Connecticut var ett år på den tiden och redan året därpå fick han se sig besegrad av samme English i guvernörsvalet. Han kandiderade igen 1871, men English fick flest röster. En särskild kommitté fann dock att det hade förekommit valfusk och beslutade att Jewell skulle bli guvernör. Beslutet kom flera dagar in på mandatperioden, varför han inte kunde tillträda första veckan i maj som brukligt utan först den 16 maj. Han satt nu som guvernör i två mandatperioder och överlämnade posten till Demokraten Charles R. Ingersoll den 7 maj 1873.

## Ämbetsman
Jewell utnämndes av president Ulysses S. Grant som ambassadör till Ryssland 1873. Han tjänstgjorde som ambassadör till 1874, då han avgick efter bara sju månader i Sankt Petersburg. Jewell var sedan generaldirektör för det amerikanska postverket (Postmaster General) från 1874 till 1876.
Han var presidentkandidat vid 1876 års Republikanska nationella konvent och var ordförande för Republikanska nationella kommittén från 1880 till 1883.
Han avled 1883 i New Haven, Connecticut, och begravdes på Cedar Hill Cemetery i Hartford, Connecticut.